# Протасий Пампулов (духовник)
 Тази статия е за духовника.  За инженера корабостроител вижте Протасий Пампулов (военен).  
Протасий Пампулов е български духовник, просветен деец и общественик.

## Биография
Роден е в Сопот. Става духовник. Работи като учител в българските земи, останали под османска власт. Преподава в Скопското българско педагогическо училище, като е ректор на училището. През учебната 1902/1903 година преподава и в Българското девическо училище в града закон Божий във всички класове. Докато е в Скопие през септември 1905 година, е произведен в архимандрит.
В 1901/1902 учебна година и в 1907/1908 учебна година преподава в Солунската българска мъжка гимназия. Преподава и в Одринската българска мъжка гимназия, където е в учебната 1909/1910 година.
Негов родственик е просветният деец Иван Пампулов.